# Dương Văn Thái (chính khách)
Dương Văn Thái (sinh năm 1970) là một cựu chính trị gia người Việt Nam. Trong Đảng Cộng sản Việt Nam, ông từng là Ủy viên Ban Chấp hành Trung ương Đảng Cộng sản Việt Nam khoá XIII, nguyên Bí thư Tỉnh ủy Bắc Giang khóa XIX nhiệm kỳ 2020-2025. Ông từng là Trưởng đoàn đại biểu quốc hội Việt Nam khóa XV tỉnh Bắc Giang. Ngày 01 tháng 5 năm 2024, ông bị khởi tố, bắt tạm giam.

## Xuất thân và giáo dục
Dương Văn Thái sinh ngày 22 tháng 7 năm 1970, quê quán tại xã Lam Cốt, huyện Tân Yên, tỉnh Bắc Giang.
Ông có trình độ chuyên môn Tiến sĩ kinh tế.

## Sự nghiệp
Ngày 4 tháng 12 năm 1995, Dương Văn Thái gia nhập đảng Đảng Cộng sản Việt Nam, sau đó tham gia học tập và có bằng cao cấp lí luận chính trị của đảng này.
Dương Văn Thái đã đảm nhận nhiều chức vụ khác nhau trong bộ máy chính quyền tỉnh Bắc Giang.
Từ tháng 11 năm 1998 đến tháng 10 năm 2001, ông là Phó Trưởng phòng Quản lý thuế doanh nghiệp ngoài quốc doanh, Cục Thuế tỉnh Bắc Giang.
Từ tháng 11 năm 2001 đến tháng 2 năm 2006, ông là Phó Chi cục trưởng, Chi cục trưởng Chi cục Thuế thành phố Bắc Giang.
Từ tháng 2 năm 2006 đến tháng 9 năm 2010, ông giữ chức vụ Phó Chủ tịch Ủy ban nhân dân thành phố Bắc Giang.
Từ tháng 10 năm 2010 đến tháng 4 năm 2014, ông là Tỉnh ủy viên Tỉnh ủy Bắc Giang, Phó Bí thư Thành uỷ thành phố Bắc Giang, Chủ tịch Ủy ban nhân dân thành phố Bắc Giang.
Từ tháng 5 năm 2014 đến tháng 4 năm 2015, ông là Tỉnh ủy viên, Phó Chủ tịch Ủy ban nhân dân tỉnh Bắc Giang.
Từ tháng 5 năm 2015 đến tháng 10 năm 2019, Dương Văn Thái là Ủy viên Ban Thường vụ Tỉnh ủy, Phó Chủ tịch Ủy ban nhân dân tỉnh Bắc Giang.
Từ tháng 5 năm 2014 đến tháng 10 năm 2019, ông đảm nhiệm chức vụ Phó Chủ tịch Ủy ban nhân dân tỉnh Bắc Giang, Ủy viên Ban thường vụ Tỉnh ủy Bắc Giang.
Ngày 26 tháng 10 năm 2019, Dương Văn Thái được Ban Chấp hành Đảng bộ tỉnh Bắc Giang bầu giữ chức vụ Phó Bí thư Tỉnh ủy Bắc Giang.
Chiều ngày 31 tháng 10 năm 2019, 79/79 đại biểu dự Kì họp thứ 8 Hội đồng nhân dân tỉnh Bắc Giang đã bầu ông giữ chức vụ Chủ tịch Ủy ban nhân dân tỉnh Bắc Giang thay ông Nguyễn Văn Linh nghỉ hưu.
Chiều 14 tháng 10 năm 2020, tại Hội nghị lần thứ nhất Ban Chấp hành Đảng bộ tỉnh Bắc Giang khóa XIX, ông Dương Văn Thái - Phó Bí thư Tỉnh ủy, Chủ tịch UBND tỉnh đã được bầu giữ chức vụ Bí thư Tỉnh ủy khóa XIX, nhiệm kỳ 2020-2025 với số phiếu tín nhiệm tuyệt đối.
Chiều 8 tháng 12 năm 2020, tại kỳ họp thứ 12 của Hội đồng nhân dân khóa XVIII, nhiệm kỳ 2016 – 2021, HĐND tỉnh Bắc Giang bầu ông Dương Văn Thái (Bí thư Tỉnh ủy) làm Chủ tịch HĐND tỉnh Bắc Giang khóa XVIII, nhiệm kỳ 2016 – 2021, với 100% số phiếu tán thành.
Tối ngày 30 tháng 1, tại Trung tâm Hội nghị Quốc gia Mỹ Đình, Đại hội đại biểu toàn quốc lần thứ XIII của Đảng đã nghe Ban Kiểm phiếu báo cáo kết quả bầu cử và công bố danh sách các đồng chí trúng cử vào Ban Chấp hành Trung ương Đảng khóa XIII, theo đó ông Dương Văn Thái đã lần đầu trúng cử là Ủy viên Trung ương Đảng khóa XIII.
Tối 1/5/2024, Ủy ban Thường vụ Quốc hội đồng ý đề nghị của Viện kiểm sát khởi tố, bắt tạm giam ông Dương Văn Thái về tội” Lợi dụng chức vụ quyền hạn trong thi hành công vụ”, liên quan vụ án Tập đoàn Thuận An.
Tại kỳ họp bất thường của Quốc hội khoá XV vào chiều 2/5/2024, Ông Dương Văn Thái bị bãi nhiệm đại biểu quốc hội.
Ngày 16 tháng 5 năm 2024, tại Hội nghị lần thứ 9 Ban chấp hành Trung ương Đảng khoá XIII, ông Dương Văn Thái bị khai trừ ra khỏi Đảng.